# Неокласична теорія зростання
Неокласична теорія зростання (Neoclassical Growth Theory) — економічна теорія.
Теорія була сформульована в роботах Роберта Солоу (Robert M. Solow) і Теодора Свона (Trevor Swan) в 1956 році (модель Солоу — Свона), а потім далі розвинулась у роботах Джеймса Міда (Джеймс E. Meade).
Основною категорією неокласичної теорії зростання є «сектор», або «регіон», який має макроекономічну організацію. Поняття «економічного розвитку» визначається як підвищення темпу економічного зростання, вираженого у показниках динаміки валового продукту чи рівня доходів на душу населення.
Теорія описує дві основні рушійні сили розвитку.
Перша проявляє себе в агрегованих моделях зростання. У цих моделях рушійною силою розвитку виступають заощадження, які підтримують інвестиційні процеси і процес створення капіталу, спонукаючи тим самим економічне зростання.
Друга рушійна сила розвитку проявляється на рівні регіональних моделей і полягає в цінах на фактори виробництва (особливе значення відіграє рівень віддачі від вкладеного капіталу та рівень оплати праці).